# Businessweek
Bloomberg Businessweek — американский деловой журнал, издающийся компанией Bloomberg.
Основан в 1929 году под руководством Малькольма Мура, который на тот момент был президентом медиа-холдинга McGraw-Hill. Совокупная читательская аудитория в мире — 5,6 млн человек.

## История
С 2005 года прекращено издание отдельных европейской и азиатской версий. Издательство сообщило в пресс-релизе от 7 декабря 2005 года, что издание будет единым и глобальным.
С 1988 года BusinessWeek публикует ежегодный рейтинг американских бизнес-школ МВА. В 2006 году началась публикация годового рейтинга обычных бизнес-программ.
12 октября 2007 года запущен обновлённый дизайн журнала, с некоторыми изменениями в структуре.
В конце 2009 года корпорация McGraw-Hill продала журнал компании Bloomberg за 5 млн долларов и обязательство покрыть накопившиеся долги издания. В настоящее время издание журнала продолжает быть убыточным, принося ежегодно около 30 млн долл. убытков.

## Русское издание
Еженедельный журнал «BusinessWeek Россия» на русском языке издавался в Москве Издательским домом Родионова тиражом 50 тыс. экземпляров, 64 полноцветных полосы формата A4. За время существования русскоязычной версии сменилось три главных редактора. В частности, в 2007 году директор ИД Родионова Евгений Додолев уволил главного редактора Ольгу Романову и шеф-редактора Александра Гордеева.
С 23 апреля 2008 года выпуск издания остановлен в связи с нерентабельностью.